# Синташтанска култура
Синташтанска култура (рус. Синташтинская культура), око 2050–1900 п. н. е, прва је фаза културе Синташта–Петровка или Синташта–Аркаимске културе, и археолошка култура касног средњег бронзаног доба, која се налази источно од јужног Урал, у оквиру северне евроазијске степе на границама источне Европе и централне Азије. Цео комплекс Синташта–Петровка датиран је у недавној публикацији Стефана Линднера, на основу серије од 19 калибрираних узорака радиокарбонског датирања који припадају прибкижно 2050–1750 пре нове ере. Фазу културе Петровка можемо датирати в. 1900–1750 пре нове ере. Најстарија поуздана анализа људских остатака из Синташте је радиокарбонска датована на средњу вредност од 2198±66 cal пре нове ере (2335–2041 calBC), и генетски анализирана као Y хаплогрупа Р1а-З93 < Р-З2124.
Синташтанска култура је раније датована у период 2200–1800 године пре нове ере. У 2020. години Вентрек Милер и други су још увек датирали кулутуру за период од 2400–1800. п. н. е. Култура је добила име по археолошком налазишту Синташта у Чељабинској области, Русија, и шири се кроз Оренбуршку област, Башкортостан и Северни Казахстан.
Сматра се да ова култура представља миграцију народа на исток из културе жичане робе . Широко се сматра пореклом индоиранских језика. Најраније познате кочије пронађене су у сахранама у Синташти, а култура се сматра јаким кандидатом за порекло технологије, која се проширила по целом Старом свету и играла важну улогу у древном ратовању. Синташтанска насеља су такође изузетна по интензитету експлоатације бакра и металургије бронзе која се тамо одвија, што је необично за степску културу. Међу главним обележјима синташтанске културе су високи нивои милитаризма и обимна утврђена насеља, од којих су 23 позната.
Према руским археолозима, синташтанска култура је настала из интеракције две претходне културе, полтавске културе и абашевске културе. Због потешкоћа у идентификацији остатака синташтанских локалитета испод оних каснијих насеља, култура је тек деведесетих година 20. века разликована од андроновске културе. Тада је препозната као посебна целина, која је чинила део „андроновског хоризонта“. Резултати генетске студије објављене у часопису Натуре 2015. године сугеришу да је култура Синташта настала као резултат миграције народа на исток из културе линеарне керамике.
Морфолошки подаци сугеришу да је синташтанска култура можда настала као резултат мешавине степског порекла из полтавске културе и катакомбне културе, са пореклом из неолитских шумских ловаца-сакупљача.
Иако други истраживачи мисле да је то застарела хронологија, даља истраживања тврде да су се прва насеља у Синташти појавила око 2400. године пре нове ере и да су трајала до 1800. године пре нове ере са проценама становништва на сваком локалитету у распону од 200 до 700 јединки, током периода климатских промена које су довеле до тога да је ионако сушно подручје казахстанских степа постало још хладније и суше. Мочварне низије око Урала и горњег Тобола, које су раније биле омиљене као зимска уточишта, постале су све важније за опстанак. Под овим притисцима и полтавски и абашевски сточари су се трајно населили у упоришта у речним долинама, избегавајући одбрамбене локације на врховима брда. Вентреска Милер и др. такође тврди да су „до 2300 кал. пре нове ере, налазишта средњег бронзаног доба повезана са културним групама Синташте и Петровке у северном Казахстану у великој мери експлоатисала припитомљена говеда, овце и козе уз коње уз повремени лов на дивље животиње.“
Њен непосредни претходник у уралско-тоболској степи била је култура Полтавка, изданак сточарског хоризонта Јамнаја који се преселио на исток у регион између 2800. и 2600. п. н. е.. Неколико синташтанских градова подигнуто је изнад старијих полтавских насеља или близу полтавских гробља, а полташки мотиви су чести на синташтанској грнчарији.
Синташтанска материјална култура такође показује утицај позне Абашевске културе, која потиче из фатјановско-балановске културе, збирке насеља од линернне керамике у зони шумских степа северно од синташтанског региона која су такође била претежно сточарска .

## Друштво

### Језички идентитет
Сматра се да су људи синташтанске културе говорили прото-индоирански, предак индоиранске језичке породице . Ова идентификација је првенствено заснована на сличностима између делова Риг Веде, религиозног текста који укључује древне индоиранске химне забележене на ведском санскриту, и погребних ритуала културе Синташта како их је открила археологија. Многе културне сличности са Синташтом такође су откривене у нордијском бронзаном добу Скандинавије.
Од синташтанске културе Индоиранци су пратили миграције Индоиранаца у Анадолију, Индију и Иран. Од 9. века пре нове ере, ирански језици су такође мигрирали на запад са Скитима назад у понтску степу одакле су дошли прото-Индоевропљани.

### Ратовање
Претходну абашевску културу већ је обележило ендемско међуплеменско ратовање; појачан еколошким стресом и конкуренцијом за ресурсе у периоду Синташте. Ово је довело до изградње утврђења у невиђеним размерама и иновација у војној техници као што је проналазак ратних кола. Повећана конкуренција између племенских група такође може да објасни екстравагантне жртве које се виде у сахранама у Синташти, јер су ривали покушавали да надмаше једни друге у чиновима упадљиве потрошње аналогно северноамеричкој традицији потлача.
Типови синташтанских артефаката као што су врхови копаља, трокраки врхови стрела, длета и велике секире са рупом одведене су на исток. Многи синташтански гробови су опремљени оружјем. Гробни материјал особа вишег друштвеног статуса укључује њихове злогласне кочије, као и секире, врхове буздова, врхове копаља и образе. На локалитетима у Синташти налазе се налази рога и кости, који се тумаче као намештај (хватаљке, ослонци за стреле, крајеви лука, петље за тетиве) лукова; нема назнака да су делови за савијање ових лукова укључивали било шта друго осим дрвета. Налазе се и врхови стрела, направљени од камена или кости, а не од метала. Ове стрелице су кратке, 50–70 cm дужине, а сами лукови су могли бити одговарајуће кратки.
Синташтанска култура и кочија су такође снажно повезане са прецима савремених домаћих коња, популацијом ДОМ2. ДОМ2 коњи потичу из степа западне Евроазије, посебно доњег Волга-Дона, али не и из Анатолије, крајем четвртог и почетком трећег миленијума пре нове ере. Њихови гени могу показати селекцију за лакше припитомљавање и јача леђа.

### Производња метала
Економија Синташте почела је да се окреће око металургије бакра. Руде бакра из оближњих рудника (као што је Воровскаја јама) одвожене су у насеља Синташта да би се прерађивале у бакар и арсенову бронзу. Ово се десило у индустријском обиму: све ископане зграде на локалитетима Синташта Синташта, Аркаим и Устје садржале су остатке пећи за топљење и шљаке. Око 10% гробова, углавном одраслих мушкараца, садржало је артефакте везане за металургију бронзе (калупи, керамичке млазнице, остаци руде и шљаке, металне шипке и капи). Међутим, ови надгробни материјали у вези са производњом метала ретко се јављају заједно са гробним материјалом вишег статуса. То вероватно значи да они који су се бавили производњом метала нису били на врху друштвене хијерархије, иако сахрањивање на гробљу сведочи о некој врсти вишег статуса.
Велики део синташтанског метала био је намењен за извоз у градове археолошког комплекса Бактрија-Маргијана (БМАЦ) у средњој Азији. Трговина металом између Синташте и БМАЦ-а по први пут је повезала степски регион са древним урбаним цивилизацијама Блиског истока: царства и градови-државе модерног Ирана и Месопотамије су обезбедили велико тржиште за метале. Ови трговачки путеви су касније постали возило којим су коњи, кочије и на крају људи који говоре индоирански ушли на Блиски исток из степе.

## Физички тип
Физички остаци народа Синташта открили су да су били белци са долихоцефалним лобањама. Синташтанске лобање су веома сличне онима из претходне фатјановско-балановске културе и абашевске културе, које на крају вуку своје порекло из средње Европе. Лобање сродне културе Потаповке су мање долихокефалне, вероватно као резултат мешања Синташтана и потомака културе Јамнаја и Полтавке, који су, иако сличног европског типа, били мање долихокефални од Синташтана. Физички тип Абашево, Синташта, Андроново и Срубнаја се касније примећује код Скита.
Алентофт је анализирао остатке четири појединца приписана овој култури. Мушкарци су носили хаплогрупе analyzed R1a и Y-R1a1a1b а две жене су имале хаплогрупе U2e1e иU2e1h.
Анализа из 2015. године четири секелена приписаних овој археолошкој култури, утврдила је да је један мушкарац био носилац хаплогрупе R1a и мт-J1c1b1a, док је други мушкарац носиоe Y-R1a1a1b и mt-J2b1a2a. Две жене носиле су U2e1e и U2e1h. Додатно, студија је показала да је килтура генетски блиска Анроновског култури.

## Генетика коња
Ширење генетске лозе ДОМ2, за коју се верује да је предак свих модерних припитомљених коња, повезано је са популацијама које су претходиле синташтанској култури и њеној експанзијама. Генетска студија објављена 2021. сугерише да су ови коњи селективно узгајани за жељене особине, укључујући послушност, толеранцију на стрес, издржљивост трчања и виши праг за ношење тежине.